# De Wilde Smurf
De Wilde Smurf is het twintigste stripalbum uit de reeks De Smurfen. Het album werd voor het eerst uitgegeven in 1998 door Le Lombard. Sinds 2009 wordt het album met een licht gewijzigde omslag en herziene belettering uitgegeven bij Standaard Uitgeverij. In 2011 verscheen er opnieuw een licht aangepaste versie, met het nieuwe logo van De Smurfen op de omslag.
De Wilde Smurf is gebaseerd op een aflevering uit de tekenfilmreeks.

## Het verhaal
Een hevige bosbrand vernielt het Smurfendorp. Ze willen nieuwe wintervoorraden aanleggen en trekken het bos in. Gargamel vindt het verlaten dorp en denkt van de Smurfen verlost te zijn.
Als de winter uitbreekt, lijkt er iemand op blote voeten aan de wintervoorraden te hebben gezeten. Op een nacht wordt hij geklist: het blijkt een wilde Smurf, als baby ooit verloren geraakt in het bos. De Smurf ontsnapt, maar de anderen kunnen hem toch weer naar het dorp lokken met voedsel. Ze proberen hem op te voeden, wat niet vanzelfsprekend is.
In de lente beginnen de bomen weer te groeien. Na enige tijd gaan Smurfin en Wilde Smurf wandelen in het bos, waar Gargamel hen aantreft. De twee Smurfen kunnen ontkomen, maar Gargamel herinnert zich de weg naar het dorp nog nu het bos niet zo dicht begroeid is. De Smurfen vluchten het dorp uit en nemen de levensstijl van de Wilde Smurf tijdelijk over: wonen in en leven van het bos. Gargamel snapt dat ze zich gecamoufleerd hebben en doet hetzelfde. Hij holt de Wilde Smurf achterna, maar hij is niet snel genoeg. Enkele ruiters van de baljuw vinden Gargamel en denken door zijn vermomming dat hij gek is. Als hij vrijkomt, is het bos te dicht begroeid om de weg naar het Smurfendorp nog terug te vinden.
Wilde Smurf besluit in het bos te blijven wonen tussen de eekhoorns.

## Tekenfilmversie
De tekenfilmversie van De Wilde Smurf heet Het wilde Smurfenleven. Hierin komen ook Greintje, Opa Smurf en de Kleutersmurfen voor en wil Gargamel de Smurfen uitroeien met een vulkaan.
Wilde Smurf kan in de tekenfilms nog niet alle woorden zeggen. Zijn Nederlandse stem wordt in de tekenfilms gedaan door Dieter Jansen.